# あきる野インターチェンジ

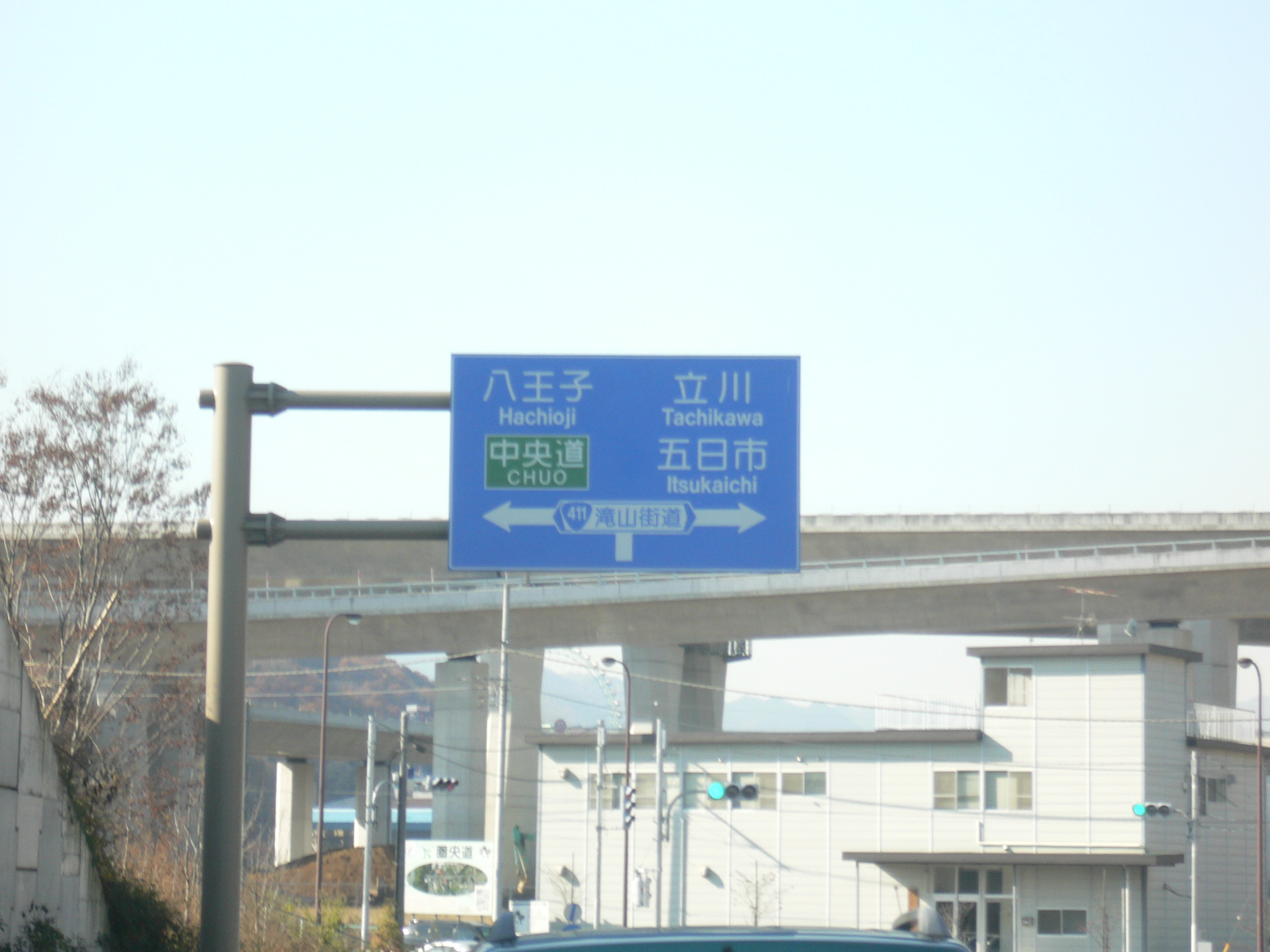
あきる野IC交差点

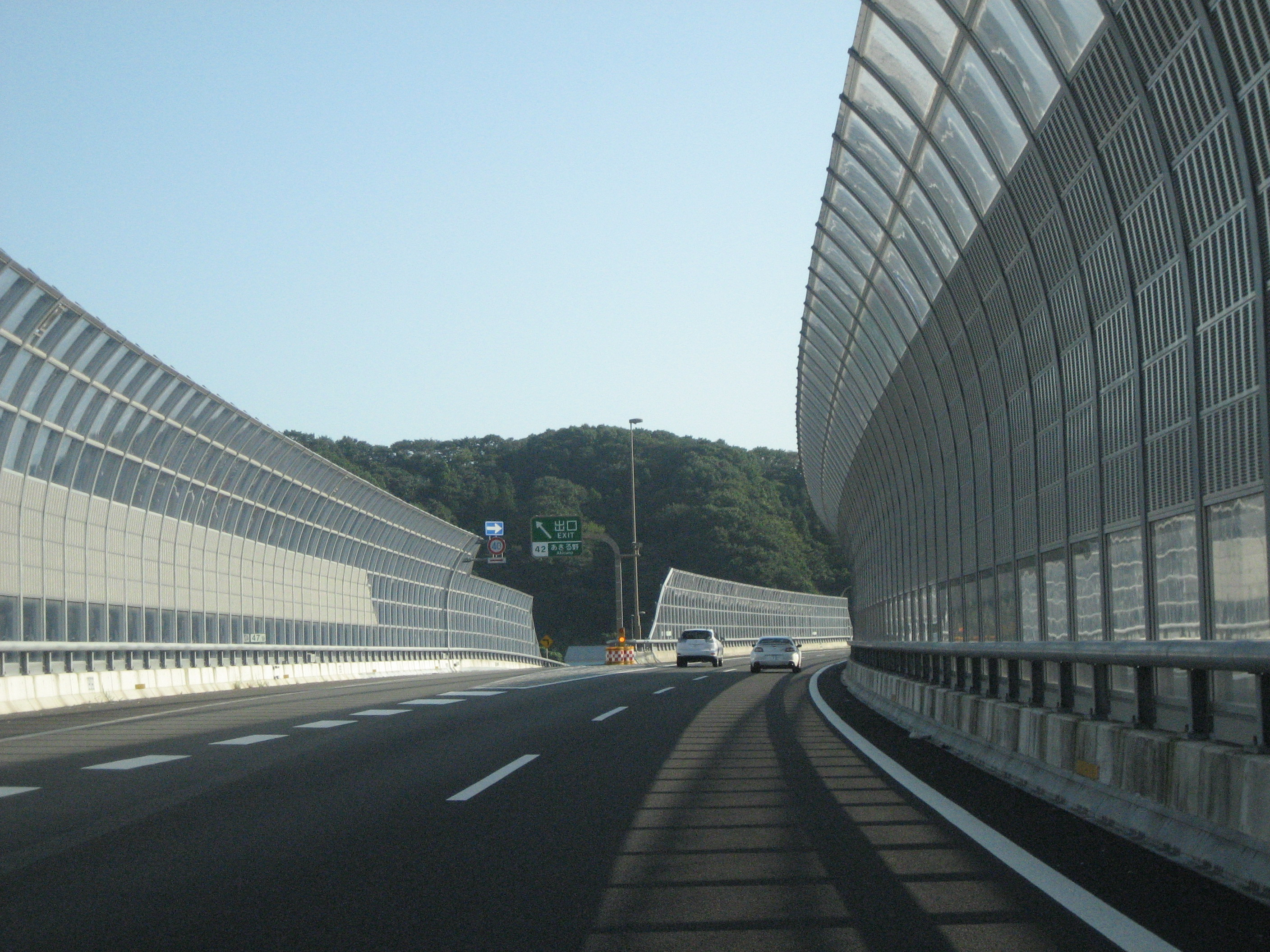
八王子JCT方面出口付近

あきる野インターチェンジ（あきるのインターチェンジ）は、東京都あきる野市牛沼にある、首都圏中央連絡自動車道（圏央道）のインターチェンジ。
当ICを境に北側を東日本高速道路（NEXCO東日本関東支社）、南側を中日本高速道路（NEXCO中日本東京支社）がそれぞれ管理・運営しており、当ICはNEXCO東日本関東支社の管轄となっている。

## 歴史
- 2005年（平成17年）3月21日：あきる野IC - 日の出IC間開通に伴い、供用開始[1]。
- 2007年（平成19年）6月23日：八王子JCT - あきる野IC間開通[1][2]。

## 周辺
- 東京サマーランド
- 秋川
- あきる野市役所
- 秋川駅（JR東日本・五日市線）

## 接続する道路
- 直接接続
  - C4首都圏中央連絡自動車道(42番)
  - 国道411号（滝山街道）

## 料金所
- ブース数 : 6

### 入口
- ブース数 : 2
  - ETC専用 : 1
  - 一般 : 1

### 出口
- ブース数 : 4
  - ETC専用 : 2
  - 一般 : 2

## 隣
C4 首都圏中央連絡自動車道
(41)八王子西IC - (42)あきる野IC - (43)日の出IC